# Favara (Valencia)

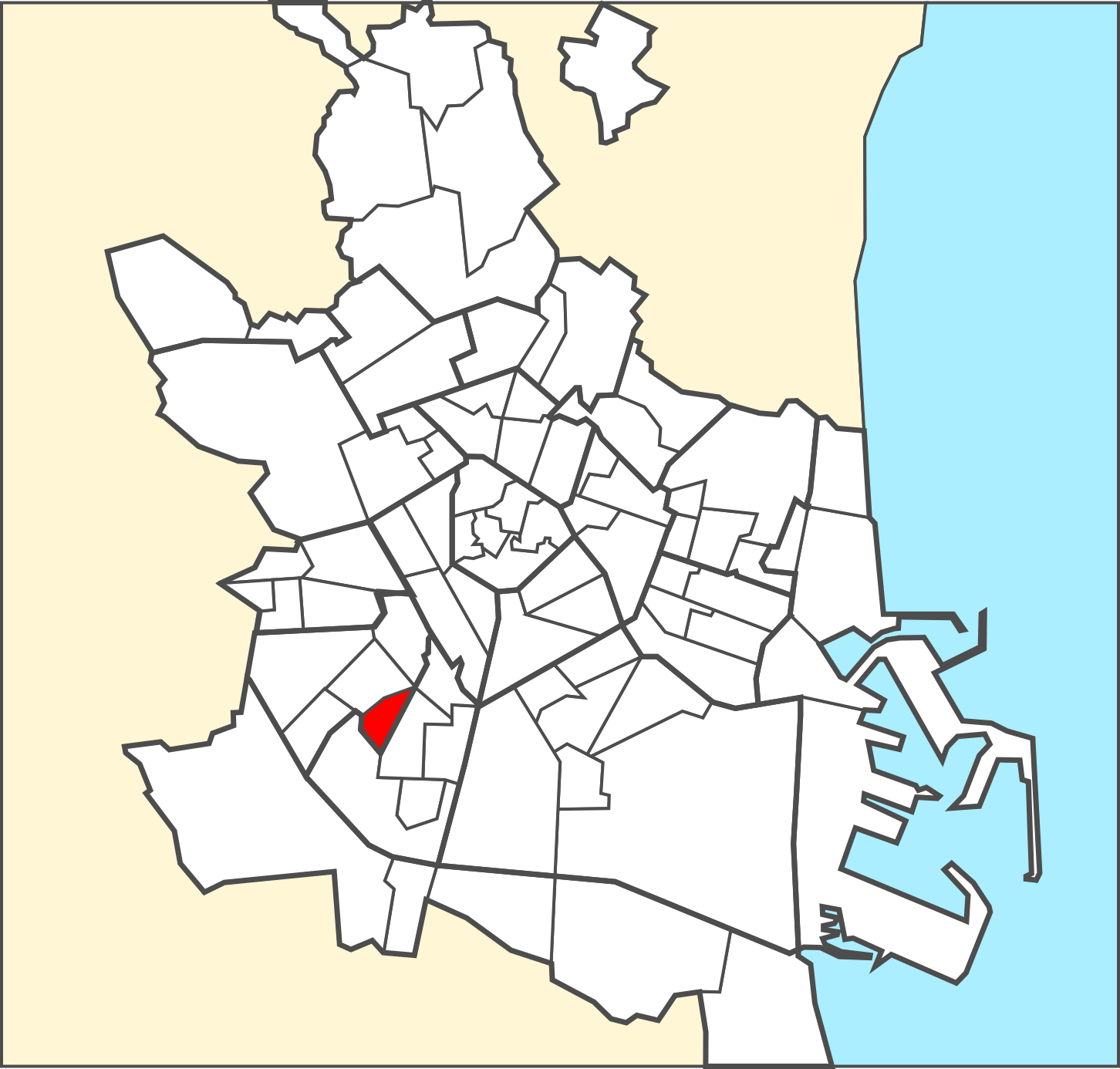
Situación del barrio de Favara en el municipio de Valencia.

Favara es un barrio de la ciudad de Valencia (España), perteneciente al distrito de Patraix. Está situado al suroeste de la ciudad y limita al norte con Safranar, al este con El Huerto de Senabre y al sur y al oeste con Camino Real. Debe su nombre a la acequia de Favara, que cruza el barrio en dirección a la Albufera de Valencia.